# 陽明山溫泉

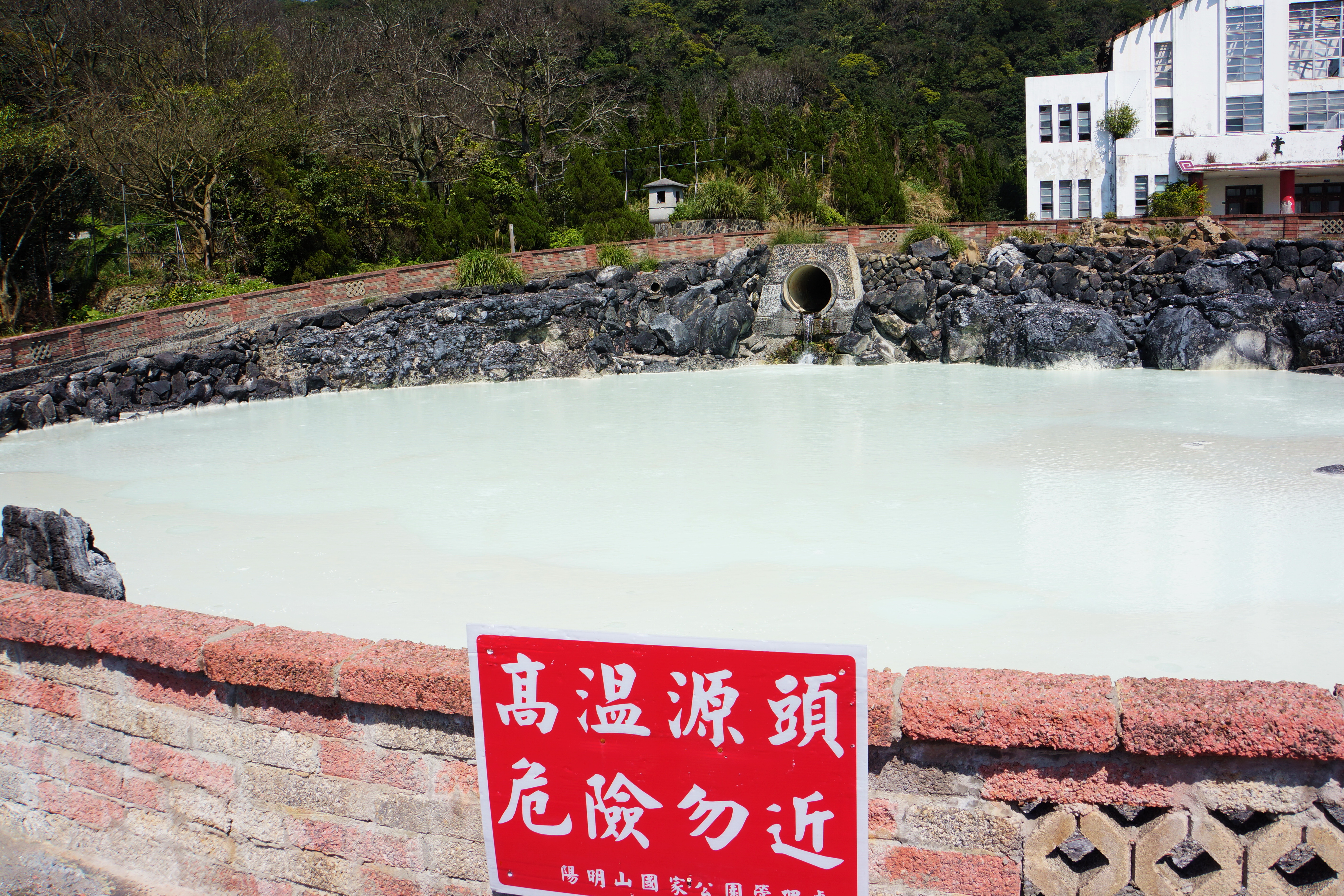
陽明山溫泉源頭

陽明山溫泉，又稱前山溫泉，原稱草山溫泉，位於臺灣陽明山前山公園一帶，在日治時期就與北投溫泉、關子嶺溫泉、四重溪溫泉並列為臺灣四大溫泉。
陽明山溫泉的水質屬於酸性硫酸鹽泉，俗稱白磺泉。陽明山前山公園蓮花池畔有兩座免費的公共溫泉浴室，不論寒暑，總是擠滿泡湯的人群。周邊擁有優美的庭園綠蔭，為遊客泡溫之餘的休憩場所。

## 另見
- 後山溫泉